# Кошари (Малопольське воєводство)
Кошари (пол. Koszary) — село в Польщі, у гміні Ліманова Лімановського повіту Малопольського воєводства.
Населення — 728 осіб (2011).
У 1975-1998 роках село належало до Новосондецького воєводства.

## Демографія
Демографічна структура станом на 31 березня 2011 року:
|          | Загалом | Допрацездатний вік | Працездатний вік | Постпрацездатний вік |
| -------- | ------- | ------------------ | ---------------- | -------------------- |
| Чоловіки | 366     | 98                 | 240              | 28                   |
| Жінки    | 362     | 94                 | 213              | 55                   |
| Разом    | 728     | 192                | 453              | 83                   |